# 合資会社
合資会社（ごうしがいしゃ、羅: societas in commendam、独: Kommanditgesellschaft、仏: société en commandite、英: partnership in commendam）は、大陸法上の会社形態である。

## 概要
コンメンダに由来する有限責任社員と無限責任社員から構成される組合類似の組織を有するのが特徴である。
日本のほか、フランス、ドイツ、米国ルイジアナ州などの大陸法諸国において認められる制度であるが、英米法においてもリミテッド・パートナーシップと呼ばれる類似の企業形態が制定されている。日本法の法令用語としては日本の会社法上のものを指す場合と、類似の形態の外国会社を含む場合とがある。日本法上の合資会社は、英語表記ではlimited partnership companyなどとされる。
会社名の一部として略称を用いる場合は、一般的には「（資）」（銀行振込の場合は「シ」）とされる。英語表記では"GSK"（GoShi Kaisha）と略すことが多い。
本項では、日本の合資会社について扱い、会社法の規定に関しては、以下で条名のみ記載する。

## 会社法
日本法上の合資会社は、法人格を有し、持分会社の一類型とされる（575条1項、576条1項5号）。会社法施行に伴い改正される前の商法（以下「改正前商法」）においては、合名会社の変種として規定されていた。

### 無限責任社員と有限責任社員
合資会社の有限責任社員は、株式会社の株主のような間接有限責任ではなく、無限責任社員とともに直接責任を負う。つまり会社の債務について、債権者は直接に無限責任社員と有限責任社員に対して履行を求めることができる。無限責任社員と有限責任社員の差は、履行責任について文字通りあらかじめ定めた限度があるかないかの違いである。もっとも、有限責任社員が会社に対して出資を履行した場合は、株式会社の株主と同様で、出資した価額分については間接責任となる（580条2項）。
株式会社のような所有と経営の分離の仕組みのない持分会社においては、社員は出資者であると同時に経営者でもあるが、会社法移行前の旧商法における合資会社の場合は、無限責任社員が業務執行権及び代表権を有するものと定められ（改正前商法156条）、有限責任社員は基本的に経営に関与しない存在だった。しかし、会社法においては、原則としてすべての社員が業務執行権と代表権を有し（590条）、ただ定款で定めた場合には社員のうちの業務執行社員が有するものとされており、この点で有限責任社員と無限責任社員との差は無い。

### 定款のみなし変更
有限責任社員の退社に伴い無限責任社員のみとなった場合は合名会社への変更を行う定款変更をしたとみなされる。無限責任社員が退社し、有限責任社員のみとなった場合も同様に合同会社への変更を行う定款変更をしたとみなされる。（第639条）。

### 設立
合資会社の商号中には、「合資会社」という文字を用いなければならない（6条2項）。設立するにあたっては作成する定款（575条1項）において、その社員の一部を無限責任社員とし、その他の社員を有限責任社員とする旨を記載する等しなければならない（576条3項）。さらにその本店の所在地（576条1項3号）において設立の登記をなすことが必要である（579条）。
設立登記には、有限責任社員の出資の目的及びその価額並びに既に履行した出資の価額の記載が必要である（913条）。

## 直接責任と出資
例えば株式会社の設立時や新株発行時に株式を取得して株主になろうとする場合、その者は会社に対してその発行価額を払い込む。その後、その会社が負債を抱えて倒産した場合でも株主は会社の債務について責任を負わない（返済する義務がない）。株主は出資によって得た株式の価値を失うが、それ以上の損失を迫られることはない。これを間接責任という。株主は有限責任であると同時に間接責任でもある（間接有限責任）。
これに対して合名会社の社員や合資会社の無限責任社員・有限責任社員は、会社がその債務について会社財産をもってしても完済できなかった場合には自己の財産をその弁済に充てることを迫られる。これを間接責任と対比して直接責任という。無限責任社員と有限責任社員とは、責任を負うべき額にあらかじめ定めた限度があるかないかの違いがある。株式会社の株主や合同会社の社員が間接有限責任を負うに過ぎないのに対し、合資会社の有限責任社員は、直接有限責任を負っているのである（ただし、会社に対し出資を履行していれば、その価額の分については間接責任となる）。
逆に言えば、現実に払込みをしなくても将来の会社債務弁済のリスクを引き受ければ、有限責任社員として出資したことになる。さらに、無限責任社員は金銭以外の信用出資・労務出資（信用力や将来の働きを出資として評価する）もできるので、例えば1人につき100万円ずつ計5人に有限責任社員としてリスクを引き受けてもらい、かつ無限責任社員の信用出資・労務出資を500万円と評価すれば、現実の払込みがなくても資本金1,000万円の会社になる。合資会社の有限責任社員を引き受ける側からすれば、いわば範囲を限定しない根保証の保証人になるようなものである。

## 沿革
ドイツやフランスの合資会社は、匿名組合と同様に、中世イタリアのコンメンダを起源とするものである。日本の合資会社はこれを継受したものであるが、その際に法人格があるものとして規定されてしまったため、法人税が課されることとなり、使い勝手が悪くなってしまったものと指摘されている。
ちなみに、英米法のリミテッド・パートナーシップも合資会社を継受したものであるが、さらに日本がこれを継受して投資事業有限責任組合となった。これは法人格を有さず、したがって法人税は課されない。

## 合資会社の実情
戦前の三菱財閥の持株会社であった三菱合資会社が有名だが、一般的には昔からの酒造・醸造会社、離島における海運会社など同族経営を前提とした小規模な企業がほとんどであり、現存数は株式会社や有限会社に比べると圧倒的に少ない。ただし、1990年代後半、当時は最低資本金の制約があった株式会社や有限会社に対して、資本金の面でも手続の面でも設立が容易であることに注目され、従前に比べて1万社程度増加したこともあった。その結果として、現存する合資会社にはIT関連企業やタクシー会社なども多い。なお、2006年の新会社法によって株式会社の最低資本金制度は撤廃され、あわせて全社員が有限責任である合同会社が設立できるようにもなったため、現在において合資会社が新たに設立されるケースはほとんど無く、また既存の合資会社も債権者保護手続上問題の無いものは株式会社や合同会社に組織変更する例が増えている。

## 記号
合資法人を表す㈾が「全角括弧付き資」としてUnicodeに含まれている。
| 記号 | Unicode | JIS X 0213 | 文字参照          | 名称                                            |
| ---- | ------- | ---------- | ----------------- | ----------------------------------------------- |
| ㈾   | U+323E  | -          | &#x323E; &#12862; | 全角括弧付き資 PARENTHESIZED IDEOGRAPH RESOURCE |
| ㊮   | U+32AE  | -          | &#x32AE; &#12974; | 丸資 CIRCLED IDEOGRAPH RESOURCE                 |